# Ahmed al-Haznawi
Ahmed al-Haznawi (arabe :أَحْمَدُ إِبْرَاهِيمَ ٱلْحَزْنَوِيِّ ٱلْغَاْمِدِيِّ ), né le 11 octobre 1980 à Hazna en Arabie saoudite et mort le 11 septembre 2001 est un membre d'Al-Qaïda et l'un des pirates de l'air du vol 93 United Airlines, qui a été détourné dans le cadre des attentats du 11 septembre 2001. Il s'est écrasé en Pennsylvanie après que les passagers eurent tenté d'en reprendre le contrôle.

## Attentats du 11 septembre 2001
Le 11 septembre, il embarqua à bord du vol 93 United Airlines et s'assit en siège 6B. Trois quarts d'heure après le décollage, il participa au détournement en repoussant les passagers à l'arrière de l'appareil et en assassinant le passager Mark Rothenberg qui essayait d'empêcher le détournement.
Certains passagers utilisent les téléphones de bord pour prévenir que leur avion est détourné et sont alors informés du détournement des avions lancés contre le World Trade Center. Devinant qu'ils risquent le même sort, les passagers décident de s'attaquer aux pirates de l'air. Les terroristes provoquent alors un crash à 10 h 03 pour empêcher la prise de contrôle par les passagers.